# پرخاشگری منفعل
پرخاشگری منفعل (Passive-aggressive behavior) نوعی درشتی کردن فردی به فرد دیگر به‌صورت غیرمستقیم است. پرخاشگری منفعل بیان غیرمستقیم خصومت است مثلاً به شکل تعلل، طعنه، یکدندگی، ترشرویی، یا انجام ندادن عمدی و چندبارهٔ وظایفی که به شخص محول شده‌است.
راهنمای تشخیصی و آماری اختلال‌های روانی ویراش چهارم اختلال شخصیت پرخاشگر منفعل را چنین توصیف می‌کند: «الگوی فراگیر حالت‌های منفی‌گرایانه و مقاومت منفعلانه نسبت به درخواست‌ها برای عملکرد کافی و مناسب در موقعیت‌های اجتماعی و شغلی».